# Anotylus rugosus
Anotylus rugosus är en skalbaggsart som först beskrevs av Fabricius 1775.  Anotylus rugosus ingår i släktet Anotylus och familjen kortvingar. Arten är reproducerande i Sverige. Inga underarter finns listade i Catalogue of Life.